# Неврома
Невро́ма (лат. neuroma) — опухоль нерва, чаще всего под невромой понимают неврому травматическую (лат. neuroma traumaticum) — утолщение центральной зоны повреждённого нерва в области рубца. Формируется из колб роста — нейрофибрилл, которые врастают в рубец из соединительной ткани. Иногда достигают нескольких сантиметров и могут быть источником болей, контрактур в конечностях и трофических расстройств.

## Виды невромы
Различают травматическую неврому и неврому Мортона. Травматическая неврома появляется чаще всего в результате хирургического вмешательства или полученной травмы. Неврома Мортона (синдром Мортона) представляет собой утолщение нерва на стопе.

## Лечение
Удаление путём оперативного вмешательства, невролиз с последующим сшиванием центрального и периферического концов повреждённого нерва.